# 오창고등학교
오창고등학교(梧倉高等學校)는 대한민국 충청북도 청주시 청원구 오창읍 괴정리에 있는 공립 고등학교이다.

## 학교 연혁
- 1994년 9월 17일 : 오창고등학교 설립 인가
- 1996년 3월 5일 : 개교 및 입학식(10학급)
- 2010년 11월 24일 : 팔결학사 개관
- 2014년 3월 1일 : 진로교육 연구학교 지정(교육부)
- 2022년 9월 1일 : 제13대 조석기 교장 부임
- 2023년 2월 7일 : 제25회 졸업식(촐업생 119명, 누계 6,082명)
- 2023년 3월 2일 : 제28회 입학식(168명 입학)

## 참고 자료
- 오창고등학교 - 한국교육학술정보원 학교알리미